# Сейтаад
Сейтаад (лат. Seitaad) — род динозавров из подотряда завроподоморф, живших во времена ранней юры (около 185 млн лет назад) на территории современного штата Юта (США). Род и вид Seitaad ruessi описан в 2010 году на основе ископаемых остатков, найденных в формации Navajo Sandstone, в знаменитых Красных Скалах южной Юты. Учёные предполагают, что динозавр погиб, утонув в песчаных дюнах, которые существовали в штате Юта в течение раннего юрского периода.

## Этимология
Название рода происходит от «Seitaad» — песчаный монстр в верованиях племени навахо, который затягивает своих жертв под дюны. Видовое название дано в честь художника и исследователя Эверетта Руэсса (Everett Ruess), который таинственно исчез в возрасте 20 лет в регионе, где был найден динозавр, в 1934 году.

## Описание
Взрослое животное достигало от 3 до 4,5 метров в длину и около метра в высоту, при массе от 70 до 90 кг. Является одним из первых завроподоморф Северной Америки и имеет тесные связи с динозаврами из Южной Америки.